# توموهیرو تایرا
توموهیرو تایرا (انگلیسی: Tomohiro Taira؛ زادهٔ ۱۰ مهٔ ۱۹۹۰) بازیکن فوتبال اهل ژاپن است.
از باشگاه‌هایی که در آن بازی کرده‌است می‌توان به باشگاه فوتبال توکیو وردی اشاره کرد.